# 幻化網タントラ
『幻化網タントラ』（げんけもうタントラ、Māyājāla Tantra、マーヤージャーラ・タントラ）とは、仏教の後期密教聖典の一つ。経典の諸本に説かれる「説会（せつえ）の曼荼羅」をはじめ、色々な曼荼羅やタンカ類があるが、共に男尊が四面四臂、女尊が一面四臂のヤブユム相の『大幻化金剛』（Mahāmāyā：マハーマーヤー）を本尊（yi dam、イダム）として祀る点にも特色がある。

## 新訳と旧訳
チベットにおけるこのタントラのテキストには新訳と旧訳の二本がある。松長有慶によれば、旧訳をマンダラの構成から見た場合、『秘密集会タントラ』より以後の成立が予想され、新訳の方が旧訳のテキストよりもむしろ成立が早いという。また、旧訳に説かれる弥勒、地蔵等の八菩薩は『秘密集会タントラ』にもなく、『秘密集会タントラ』聖者流のマンダラに見出されるという。また、田中公明は『理趣経』の発展史上からとらえて曼荼羅の解明を行い、新訳のテキストを旧訳のテキストの先行経典である『金剛薩埵のタントラ』のテキストであるとしている。、チベット大蔵経には新訳の『幻化網タントラ』が収められている。チベット密教において、インド伝来の三宗派のうちサキャ派とカギュ派が新訳の『幻化網タントラ』を主要な五タントラの一つに数え、所依の経典としている。他方、ゲルク派では『幻化網タントラ』の代わりに『ヴァジュラバイラヴァ』（金剛怖畏）のタントラのテキストを主要な五タントラに入れる。
なお、チベット密教において新訳を伝承するサキャ派とカギュ派、旧訳を伝承するニンマ派が、共にインドの大成就者ククラージャ（チベット名；ククリパ）に始まるとしている。それゆえ、ニンマ派では新訳や先行経典等を含めて、『秘密蔵タントラ』（後述）を主本とする『ギュントゥル・タワ』（幻化網）経典群とする。また、新訳の『幻化網タントラ』は金剛薩埵のヤブユムを主尊とし「父タントラ」に分類され、旧訳は三面六臂の大日如来を主尊とし、経中に如来の五智以前の『根本智』を説き、それを『黒憤怒空行母』（トゥマ・ナクモ）とするところから「母タントラ」に分類される。

## 新訳
『幻化網タントラ』は無上瑜伽タントラに属し、父タントラに分類される。後期密教に特有の十忿怒尊を描く最古層のタントラであり、「瑜伽タントラ」である『真実摂経』（初会金剛頂経）から、「無上瑜伽タントラ」の嚆矢である『秘密集会タントラ』への、すなわち「中期密教」から「後期密教」へと至る過程の、中間的・過渡的・橋渡し的なタントラとみなされている。
ただし、このタントラを「瑜伽タントラ」とするのか「無上瑜伽タントラ」とするのか、また成立時期を『秘密集会タントラ』の前とするのか後とするのか、その位置付けを巡って異論・論争もある。
原典となる資料には、チベット訳と漢訳のテキストのみが存在し、サンスクリットの原本はまだ発見されていない。チベット訳としては、チベット大蔵経にリンチェン・サンポ訳『幻化網なるタントラ王』(Māyājāla-mahātantrarāja)（東北：№466）が収録されている。漢訳には宋代の法賢による『仏説瑜伽大教王経』（大正蔵：№890）、ないしは『仏説幻化網大瑜伽教十忿怒明王観想儀軌経』（大正蔵：№891）がある。

## 旧訳
チベット大蔵経には『幻化網タントラ』の旧訳とされる『金剛薩埵幻化網秘密一切鏡タントラ』(Vajrasattva māyājāla-guhyasarvâdarśa-tantra)（東北833）が収められている。

## 秘密蔵タントラ
チベット仏教ニンマ派では、マハーヨーガの「タントラ部」として幻化網の『十八部大タントラ』（tantra chen po bcu brgyad）というタントラ経典群が伝承されている。この十八大部の中心となるのが、ヴィマラミトラとマ・リンチェン・チョクの翻訳と伝えられる『秘密蔵タントラ』（Guhyagarbhatantra ［グヒヤガルバ・タントラ］、蔵名: gsang ba'i snying po ［サンウェー・ニンポ］）である。サンウェー・ニンポは内容的に幻化網タントラと密接な関係にある。ニンマ派のマハーヨーガで最も重んじられるタントラであり、幻化網（ギュントゥルタワ sgyu 'phrul drwa ba）タントラ群の中心に位置づけられる。
秘密蔵タントラはニンマ派のタントラの分類でいうとマハーヨーガに属するが、アティヨーガ（ゾクチェン）にも関連している。Sam van Schaikは、幻網タントラ群の本尊瑜伽や究竟次第系の瞑想技法がゾクチェンの初期の源泉のひとつであった可能性について検討している。
また、このタントラに関する外国人への伝授も多数行なわれていて、1959年4月〜7月にかけて行われた、当時、チベット本土からインドへ亡命していたニンマ派の総帥ドゥジョム・リンポチェ2世（1904-1987）による『秘密蔵タントラ』の大灌頂と伝授（全伝）は有名である。この内容は、弟子の劉鋭之（リュウ・ロェチ）によって記録され、1962年に『大幻化網導引法』として出版された。同時期にイギリスでも弟子の John Driver による英訳が出版されたが、こちらは抄訳である。
チベット仏教と敦煌文献の研究者であるSam van Schaikによれば、新訳派であるサキャ派では、このタントラの原典に当たるものがインドに見られないとして、偽経である疑いが呈されてきた。ただし、Schaikによれば、サキャ派の伝えるシャーキャシュリーバドラの伝記に、当時サムイェー寺に秘密蔵タントラのサンスクリット写本があったという証言が記録されている。また、新訳派以前の10世紀頃の敦煌出土写本の中から、このタントラに関連するものが見つかっているとする。ペリオ蔵849はチベット語とサンスクリット語でタントラの題名を列挙しているが、その中に「rgyud gsang ba'i snying po / gu yya kar rba tan tra」の名が見える。スタイン蔵540は、マントラと四十二体の寂静尊の名前のリストであり、それは秘密蔵タントラに由来するという。さらに、いくつかのサーダナ文献(sādhana、成就法)─たとえばスタイン蔵332─は決定的とは言えないものの、また、見つ出すのが困難なのだが、秘密蔵タントラとパラレルの文章を持っているという。それらのサーダナ文献は秘密蔵タントラの名前に言及しない。